# Mađarski parlament
Mađarski parlament (mađ. Országgyűlés) parlament je, odnosno najviše zakonodavno tijelo Mađarske. Ima 199 zastupnika, koji se biraju na izborima za razdoblje u iduće četiri godine. U razdoblju od 1990. do 2014. godine imao je 386 zastupnika.

## Vanjske poveznice
- Službena stranica